# Lena Haglund
Lena Haglund, född 1964, är en svensk journalist och berättare. Hon var tidigare programledare i SVT, och blev senare frilansare. För många TV-tittare en välbekant berättarröst från resereportage och dokumentärer ifrån bland andra Lenas resor  och franska serien Världens undergång ; som båda visades i SVT.

### Fotnoter
1. ↑  Svenska dagbladet 26 januari 2010: Krigets fasor ur ett nytt perspektiv (Astrid Söderbergh Widding)